# 걸 프롬 리오
걸 프롬 리오(The Girl Fron Rio)는 1969년 미국, 영국, 스페인, 독일, 브라질의 합작 영화이다. 용병단 간의 전쟁에 휘말린 비밀요원의 활약을 다루고 있다.

## 줄거리
비밀 요원 제프 서튼은 1천만달러를 들고 리오에 도착하고, 마시우스 경, 영국 마피아, 그리고 과대 망상 서머루 사이의 전쟁에 휘말려 자신을 발견한다. 서머루는 여자가 남자를 지배해야 한다는 생각을 갖고 있으며 세계 정복의 야욕을 갖고 있었는데 개인 용병단을 보유하고 있었다. 서머루의 개인 용병단인 페미나는 전원 젊은 여성으로만 구성되어 있다.
마시우스 경은 서머루의 전 재산을 강탈하기 위해 자신의 전화로 서튼을 고용하려 했다. 마시우스 경은 그 휘하에 공격헬기 용병단을 보유하고 있다. 서튼은 일단 마시우스 경에게 고용된 상태였으나 서머루와 마시우스 경 둘 다 죽이고 페미나를 궤멸시켰다.
그러나 서머루와 그녀의 부하들은 사망한 게 아니라 전부 멀쩡히 살아있었으며 서머루와 여성 용병단원 일부가 여객선으로 리오를 떠났다.

## 출연
- 셀리 이튼 : 서머루
- 리차드 와일러 : 제프 서튼
- 호르헤 산드레스 : 마시우스 경
- 마리아 롬 : 레슬리
- 허버트 플레슈만 : 칼
- 마르타 리브스 : 울라 로시니
- 엘리사 몬테즈 : 아이린
- 월터 릴라 : 에니오 로시니
- 베니 카르도소 : 야나 유마
- 발렌티나 고도이 : 페미나의 여전투원1